# Melle (Belgio)
Melle è un comune belga di 11 142 abitanti, situato nella provincia fiamminga delle Fiandre Orientali.

## Geografia fisica

### Territorio

Il comune di Melle

Il comune di Izegem è composto da 2 abitati principali:
Melle (I)e Gontrode (II)
Gli abitati confinanti sono: (a) Heusden, comune di Destelbergen, (b) Wetteren, (c) Gijzenzele, comune di Oosterzele, (d) Landskouter, comune di Oosterzele, (e) Lemberge, comune di Merelbeke, (f) Merelbeke, (g) Gentbrugge, comune di Gent

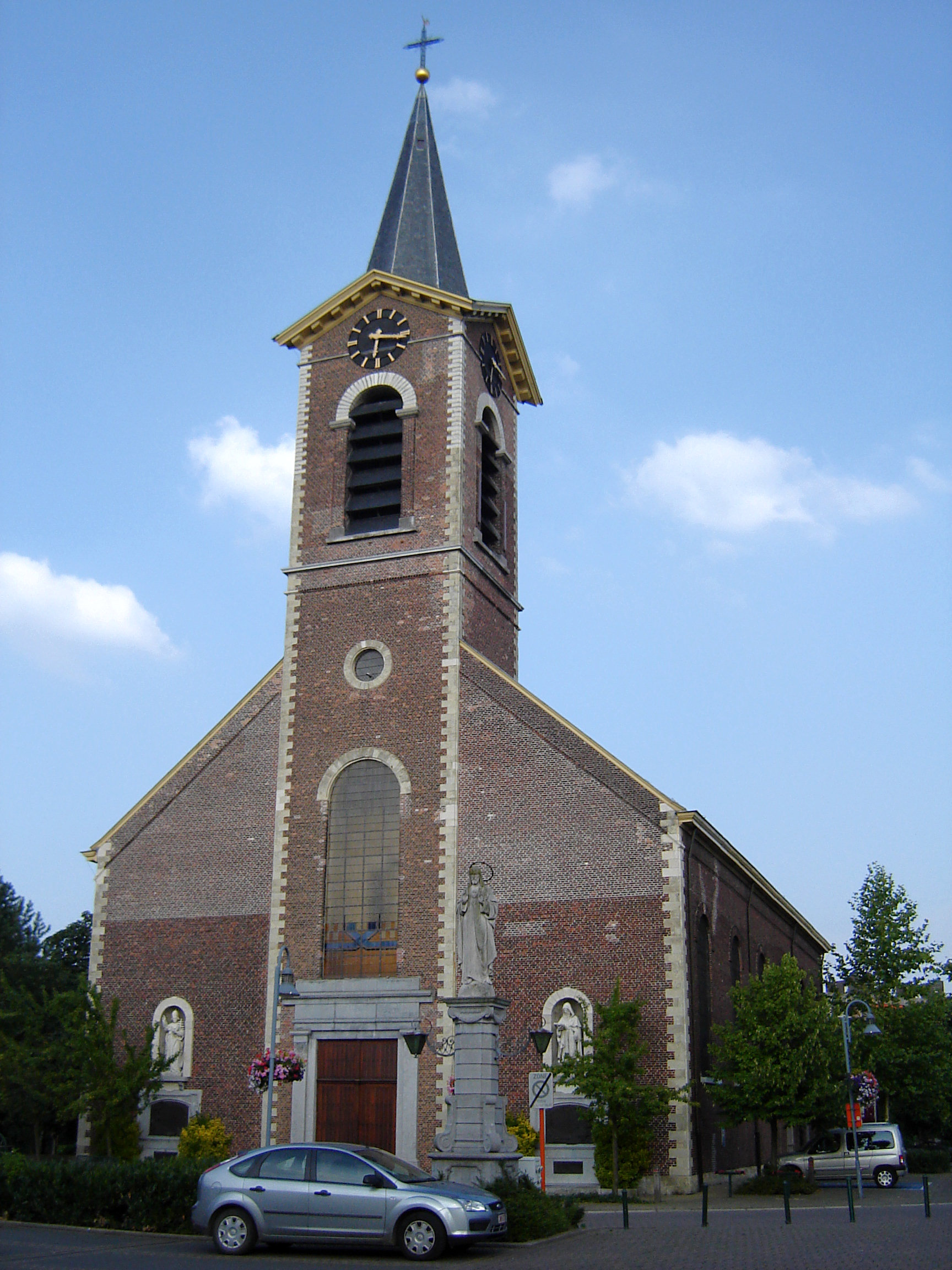
Chiesa di San Martino
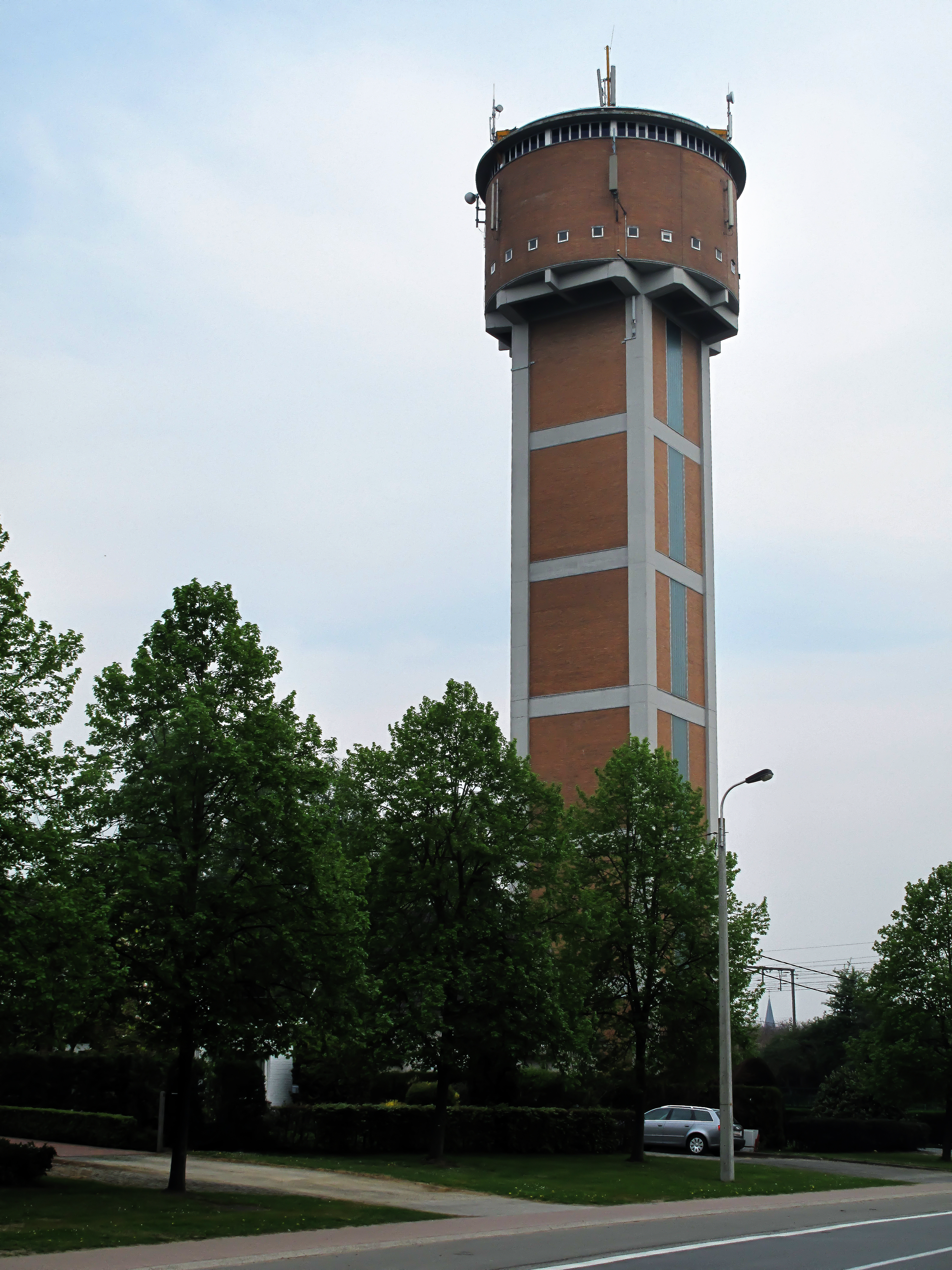
torre dell'acqua Melle

## Amministrazione

### Gemellaggi
- Melle (Francia)
- Melle (Germania)